# 김제 금산사 미륵전
김제 금산사 미륵전(金堤 金山寺 彌勒殿)는 전북특별자치도 김제시 금산면에 있는 조선시대의 불전이다. 1962년 12월 20일 대한민국의 국보 제62호로 지정되었다.
금산사에 있는 3층의 불전으로 현존하는 유일한 조선시대 중기의 건축이다. 1층과 2층은 각각 정면 5칸, 측면 4칸이고 3층은 정면 3칸, 측면 2칸으로 되었다. 기둥 사이에는 모두 공간포를 하나씩 두었고 공포는 안팎 모두 2개의 출목으로 되고 내출목은 간단한 초기의 운공(雲工)으로 되어 있다. 이 건물에서는 고층건물의 안전도를 높이기 위해 각 추녀는 높은 기둥에 연결되고 뒷몸을 파서 박은 후 비녀장을 질러 빠져나지 못하게 했고, 가운데 도리의 동요를 막기 위해 동자기둥(童子柱)을 세워주는 등 세심한 배려가 엿보인다.

## 개요
모악산에 자리한 금산사는 백제 법왕 2년(600)에 지은 절로 신라 혜공왕 2년(766)에 진표율사가 다시 지었다.
미륵전은 정유재란 때 불탄 것을 조선 인조 13년(1635)에 다시 지은 뒤 여러 차례의 수리를 거쳐 오늘에 이르고 있다. 거대한 미륵존불을 모신 법당으로 용화전·산호전·장륙전이라고도 한다. 1층에는 ‘대자보전(大慈寶殿)’, 2층에는 ‘용화지회(龍華之會)’, 3층에는 ‘미륵전(彌勒殿)’이라는 현판이 걸려있다
1층과 2층은 앞면 5칸·옆면 4칸이고, 3층은 앞면 3칸·옆면 2칸 크기로, 지붕은 옆면에서 볼 때 여덟 팔(八)자 모양인 팔작지붕이다. 지붕 처마를 받치기 위해 장식한 구조가 기둥 위뿐만 아니라 기둥 사이에도 있는 다포 양식이다. 지붕 네 모서리 끝에는 층마다 모두 얇은 기둥(활주)이 지붕 무게를 받치고 있다.
건물 안쪽은 3층 전체가 하나로 터진 통층이며, 제일 높은 기둥을 하나의 통나무가 아닌 몇 개를 이어서 사용한 것이 특이하다. 전체적으로 규모가 웅대하고 안정된 느낌을 준다.

## 사진

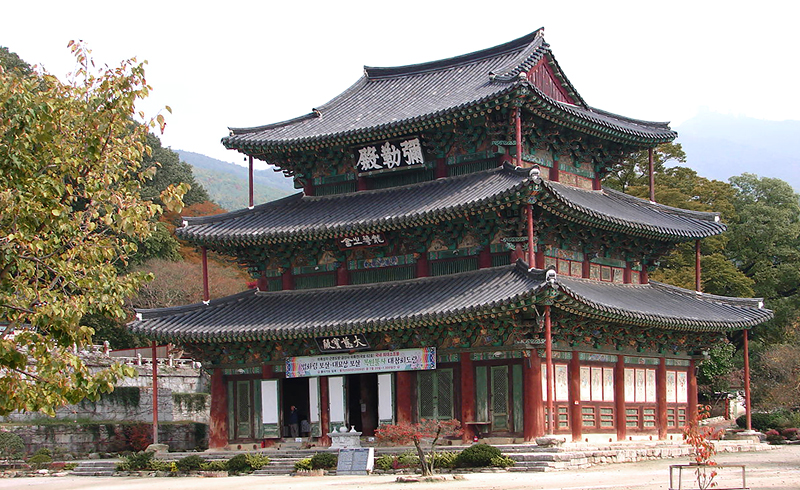
금산사 미륵전(국보 62호) 측면

## 같이 보기
- 견훤

## 참고 자료
- 김제 금산사 미륵전 - 국가유산청 국가유산포털